# کارکس ایتومسنس
کارکس ایتومسنس (نام علمی: Carex intumescens) نام یک گونه از سرده جگن است.